# Charles François Gabriel Magnien de Chailly
Charles François Gabriel Magnien, marquis de Chailly-Les-Peauldoyes, seigneur de La Charbonnière et des Baumes, né le 4 mars 1732 et mort le 1er janvier 1815 à Autun en France, est un maître de forges et officier français des règnes de Louis XV et Louis XVI. Il fut un des acteurs de la journée du serment du Jeu de paume. Par la suite il rejoignit l'Armée des émigrés.

## Biographie

### Famille
Les Magnien de Chailly sont de petite noblesse de Bourgogne implantée dans l'Autunois en 1690 sur les communes d'Autun, Saint-Émiland et Antully, comme maîtres de forges royaux, dont on peut citer Henri Jean Baptiste de Chailly. Ils produisent des armes et outils agricoles. Son père est Jacques Gabriel de Chailly et sa mère est Marie Charlotte de Truchis, épousée le 29 janvier 1731. Il a un frère, Pierre Magdeleine de Chailly, chanoine à Chartres.

### Carrière

#### Ancien régime
Il entre aux pages en 1753. Le 8 février 1756, il est enseigne à drapeau au Régiment des Gardes françaises et en devient capitaine en premier le 5 octobre 1788.

#### Le 19 et 20 juin 1789
À Versailles, au soir du 19 juin 1789, Louis XVI donne l'ordre formel au colonel Louis Marie Florent du Châtelet et ses Gardes françaises, d'empêcher au moyen d'un piquet militaire la réunion des députés du Tiers-état prévue le 20, salle de l'hôtel des Menus-Plaisirs. Le Duc du Châtelet transmet l'ordre royal au baron lieutenant de Maîstre, qui le donne au capitaine Magnien de Chailly. Celui-ci demande s'il faut charger les armes. De Maîstre dit qu'il n'en avait point été discuté. Trop tard pour en référer au duc du Châtelet, la nuit étant tombée, le duc dort déjà sans doute. De son propre chef, Magnien de Chailly réunit une quarantaine d'hommes fiables avec des armes chargées et prend poste le lendemain dès potron-minet devant la salle de l'hôtel des Menus-Plaisirs. Quelques députés arrivent vers 8 heures et veulent entrer. Magnien de Chailly rétorque qu'il faut réparer la salle. Il pleut, de plus en plus nombreux, les représentants obtiennent de s'abriter dans une autre salle, ce qu'ils font çà et là. Par deux fois Magnien de Chailly leur demande de partir. Quelqu'un propose alors la salle du Jeu de paume.

#### Révolution française
En 1791, inquiet de l'agitation de Paris, il rentre sur ses forges et terres de Bourgogne, aux Baumes à Antully, mais doit se cacher en forêt de Planoise pour éviter l'arrestation. C'est dissimulé dans une charrette de fumier qu'il traverse la frontière helvétique. il gagne l'Armée de Condé. Déclaré émigré, ses biens sont confisqués.

#### Consulat et Empire
Amnistié le 25 novembre 1802, il rentre en France sans récupérer ses biens, sauf la Tour-de-Chailly. Il meurt sans enfants à Autun le 1er janvier 1815.

## Armoiries
Magnien (de Chailly): d'azur à deux palmes adossées d'or.

## Sources
- Paul Montarlot: Les émigrés de Saône et Loire, tome 45, Taverne et Chandioux, Autun 1924-1927, pages 61, 62, 63.
- Noël-Marcel Père: Forges et fonderies royales des Baumes de Charbonnières et St Emiland, Les Baumes et les de Chailly-1690, Bulletin de l'Académie François Bourdon no 7, dépôt légal février 2006, ISSN 1957-570X, pages 6 et 7.
- Bernard Leblanc: Armorial du Pays d'Arnay, Les Amis du Pays d'Arnay éditeurs, Arnay-le-Duc 2003, occurrence et blason no 283.